# Progress World Women's Championship
El Campeonato Mundial Femenil de Progress (Progress World Women's Championship en inglés) es un campeonato femenino de lucha libre profesional creado y utilizado por la compañía británica Progress Wrestling. Fue creado el 20 de mayo de 2017 y la campeona inaugural fue coronada en la final de un torneo que comenzó a realizarse en octubre de 2016. El campeón actual es Kanji, quien se encuentra en su primer reinado.

## Historia
Se anunció el 24 de abril de 2016, que en el evento Natural Progression Series IV se coronaria la primera Progress Women's Champion. El torneo se puso en marcha en octubre de 2016, la campeona se coronaría durante el fin de semana de Super Strong Style 16 2017 del 27 de mayo al 29 de mayo de 2017. La final del torneo fue el en el segundo día del Super Strong Style 16 2017. La final fue entre Toni Storm, Laura di Mateo y Jinny en una lucha fatal de 3 esquinas, donde Storm fue coronada como la primera Progress Women's Champion.

## Campeonas

### Campeón actual
El campeona actual es Kanji, quien se encuentra en su primer reinado. Kanji consiguió el vacante título tras derrotar a Gisele Shaw el 8 de mayo de 2021.
Kanji todavía no registra hasta el 29 de junio de 2025 las siguientes defensas titulares:

### Lista de campeonas
|   | Luchadora      | N.º | Fecha                    | Días  | Lugar                              | Show o evento                                    | Notas y referencias                                                                            |
| - | -------------- | --- | ------------------------ | ----- | ---------------------------------- | ------------------------------------------------ | ---------------------------------------------------------------------------------------------- |
| 1 | Toni Storm     | 1   | 28 de mayo de 2017       | 357   | Camden, Londres                    | Chapter 49: Super Strong Style 16 2017 - Día dos | Derrotó a Jinny y Laura Di Matteo en la final del torneo para coronar a la campeona inaugural. |
| 2 | Jinny          | 1   | 20 de mayo de 2018       | 224   | The Victoria Warehouse, Mánchester | Chapter 69: Be Here Now                          | [ 4 ]                                                                                          |
| 3 | Jordynne Grace | 1   | 30 de diciembre de 2018  | 259   | Londres                            | Chapter 82: Unboxing Live                        | [ 5 ]                                                                                          |
| 4 | Meiko Satomura | 1   | 15 de septiembre de 2019 | 91    | Londres                            | Chapter 95: Still Chasing                        | [ 6 ]                                                                                          |
| 5 | Jinny          | 2   | 15 de diciembre de 2019  | 482   | Londres                            | Chapter 99: With a Flake, Please                 |                                                                                                |
| — | Vacante        | —   | 10 de abril de 2021      | —     | —                                  | —                                                | Jinny fue despojado del título tras negarse a competir debido a la Pandemia por Covid-19.      |
| 6 | Kanji          | 1   | 8 de mayo de 2021        | 1513+ | Sheffield                          | Chapter 111: One Leg in the Air                  | Derrotó a Gisele Shaw en un Best Falls Count Anywhere.                                         |

### Total de días con el título
La siguiente lista muestra el total de días que una luchadora ha poseído el campeonato si se suman todos los reinados que posee. Actualizado a la fecha del 29 de junio de 2025.
| + | Indica a la campeona actual |

| N.º | Campeona       | Reinados | Total de días |
| --- | -------------- | -------- | ------------- |
| 1   | Jinny          | 2        | 706           |
| 2   | Toni Storm     | 1        | 357           |
| 3   | Jordynne Grace | 1        | 259           |
| 4   | Meiko Satomura | 1        | 91            |
| 5   | Kanji          | 1        | 1513+         |

### Mayor cantidad de reinados
| Reinados | Luchadora (s) |
| -------- | ------------- |
| 2 veces  | Jinny         |